# ポストペットモモ便
ポストペットモモ便とは、2004年7月4日から2005年1月9日までTBS系『ブリンぶりん家』内（2004年10月3日放送分からは『フューチャービーンズ〜みらい豆』内）で放送されていたポストペット初のアニメである。

## キャラクター・声優
- モモ、ゴダール先生、ロック・ストロングス、ナレーション、その他男性キャラ（声：森久保祥太郎）
- コモモ、その他女性キャラ（声：新谷真弓）

## スタッフ
- 企画 - 原田学、高木信之
- 監督 - 椎名政治
- シリーズ構成・脚本 - 山本麟太郎
- 音楽 - スキャット後藤
- FLAME - 福田林太郎、山形周平、山崎光、大林謙、北田能士
- 統括プロデューサー - 安木正美
- プロデューサー - 藤田　滋生、樋山城
- 制作スタッフ - SARUCHIN COMPANY、伊勢田誠治、千賀裕華、圓岡智子、古田裕子、小田桐達哉、イチカワタケシ
- 制作担当 - 浜辺啓太郎、川崎雅也
- 制作 - デジタル・フロンティア
- 製作 - 角川映画、ソニーコミュニケーションネットワーク

## 主題歌
オープニングテーマ
オープニングは、第5話「海底2万ミリメートル」（2004年8月1日放送分）まで約20秒だったが、第6話「夏は、怪談」（2004年8月1日放送分）からは、約5秒に短縮された。DVDでは、1話から5話に足して、各巻の始めの話で20秒オープニングが流れる。
エンディングテーマ
2秒間効果音が流れる。DVDの場合、DVD8話終了後オープニングのアレンジの曲が約1分流れる。

## 各話リスト
| 話数       | サブタイトル                                                             | 放送日        |
| ---------- | ------------------------------------------------------------------------ | ------------- |
| 第一話     | ラブレターをとどけよう〜Please Mr.Postman〜                              | 2004年 7月4日 |
| 第二話     | はじめての、宇宙の旅〜Space Oddity〜                                     | 7月11日       |
| 第三話     | おじいちゃん、早く元気になってね。〜We could send letters〜              | 7月18日       |
| 第四話     | ハワイで、夏休み？〜WELCOME TO HAWAII〜                                  | 7月25日       |
| 第五話     | 海底2万ミリメートル〜It's Hard〜                                         | 8月1日        |
| 第六話     | 夏は、怪談。〜Ghosts〜                                                   | 8月8日        |
| 第七話     | 怪盗からの予告状〜London Calling〜                                       | 8月22日       |
| 第八話     | おタカラ奪還大作戦！〜You can't catch me〜                               | 8月29日       |
| 第九話     | あのとき学校をやめなかった、もうひとりのわたしへ〜Tomorrow never knows〜 | 9月5日        |
| 第十話     | モモ便、危機一髪！〜EMERGENCY〜                                          | 9月19日       |
| 第十一話   | モモ便、はじまる。〜The Beginning〜                                      | 9月26日       |
| 第十二話   | 忍者は手ごわいんじゃ！〜Making history〜                                 | 10月3日       |
| 第十三話   | ハッピーバースデイ！〜You've got a friend〜                              | 10月10日      |
| 第十四話   | 強敵？サイ速便登場！〜Wild Thing〜                                       | 10月17日      |
| 第十五話   | サイ速便には負けないぞ〜Straight No Chaser〜                             | 10月31日      |
| 第十六話   | 対決の香港〜Kung Fu〜                                                    | 11月7日       |
| 第十七話   | アリさん大パニック！〜It's a small world〜                               | 11月14日      |
| 第十八話   | おばけ屋敷が呼んでいる〜Haunted Dancehall〜                              | 11月21日      |
| 第十九話   | さよなら、せんせい〜Heaven up here〜                                     | 11月28日      |
| 第二十話   | サイ速便またまた登場！〜Come together〜                                  | 12月5日       |
| 第二十一話 | モモとコモモのメリークリスマス〜Ghosts of christmas past〜               | 12月12日      |
| 第二十二話 | お手紙禁止法！〜Future Shock〜                                           | 12月19日      |
| 第二十三話 | モモ便最期の日〜Love Will Tear Us Apart〜                                | 12月26日      |
| 第二十四話 | そして、ふたたび……〜Writing to reach you〜                               | 2005年 1月9日 |

## DVD
- 第1巻 ポストペットモモ便 初仕事！の巻
- 第2巻 ポストペットモモ便 危機一髪！の巻
- 第3巻 ポストペットモモ便 大冒険！の巻